# 鲍里斯·帕夫罗维奇·吉米多维奇
鲍里斯·帕夫罗维奇·吉米多维奇，（俄语：Борис Павлович Демидович，1906年3月2日出生于白俄罗斯新格鲁多克，1977年4月23日逝世于苏联莫斯科，前苏联白俄罗斯数学家。

## 家庭与早年生活
吉米多维奇出生于一个教师家庭。父亲巴威尔（Pavel，1871年 – 1931年）于1897年毕业于维兰斯基研究所，一生从事教学，先后在明斯克州、维尔纽斯县、明斯克教学，他很依恋家庭，也很崇尚白俄罗斯信仰与仪式。他也记录过一些白俄罗斯旅游的匿名文学作品。1908年，巴威尔·吉米多维奇被任命为莫斯科大学人类学的一名官员。
吉米多维奇的母亲奥林匹亚·吉米多维奇（Olympia Platonovna Demidovicha，1876年 – 1970年）是一名神父的女儿，结婚前也是教师。鲍里斯·吉米多维奇有三个姐妹，济娜伊达（Zinaida）、叶夫根尼娅（Evgeniia）、佐雅（Zoya），以及弟弟保罗（Paul）。
1923年毕业后，吉米多维奇进入白俄罗斯国立大学教育学院的物理数学分部，1927年获得学位后被推荐进入高等数学研究院，但吉米多维奇转而选择前往俄罗斯工作。

## 个人生平
四年间，吉米多维奇在布良斯克州和斯摩棱斯克州的一些中等学校任数学教授。1931年，他在阅读了当地报纸的一则广告后，来到莫斯科，在莫斯科国立大学的数学力学研究所教学。很快，他获得了交通人民委员部的交通运输与经济研究所（Транспортно-Экономический Институт НКПС）教学席位，1932年–1933年在其数学系授课。1933年，在保留交通运输与经济研究所教学席位的同时，他成为NKPS飞行运输建设办事处的高级雇员，直到1934年。
同时，1932年，吉米多维奇成为莫斯科国立大学数学研究所的研究生。毕业后，他在安德雷·柯尔莫哥洛夫指导下研究实函数。
柯尔莫哥洛夫认为吉米多维奇具有研究微分方程问题的天赋，因此介绍他参与到维亚切斯拉·斯捷潘诺夫的常微分方程定性理论研究中。斯捷潘诺夫因其才智，推荐他成为自己年轻同事的科学顾问。
1935年毕业后，吉米多维奇在数学系工作了一个假期。1936年2月，在L.A.图马基的邀请下，他获得莫斯科国立大学力学和数学系的数学分析助理席位，他在此长期工作直至逝世。1935年，在莫斯科大学，吉米多维奇发表博士论文“论周期轨道系统上积分不变量的存在性”，之后获得了博士学位。
1938年，吉米多维奇被授予莫斯科国立大学数学分析助理教授。1963年，VAK授予其物理数学博士学位。1965年，被授予莫斯科国立大学数学分析教授。1968年，俄罗斯最高苏维埃主席团授予其“俄罗斯苏维埃联邦社会主义共和国功勋科学家”称号。
1977年4月23日，吉米多维奇因急性心功能不全突然逝世。

## 科学成就
吉米多维奇主要研究以下五个领域：
- 具有积分不变量的动力系统
- 常微分方程的周期解和准周期解
- 适定与完全适定动力系统
- 微分方程的极限解
- 动力系统的稳定性理论

吉米多维奇同时也在莫斯科众多大学中从事教学工作，其教学成就是出版了众多关于数学分析等领域的教学书籍，并且被翻译成多种语言。其中《数学分析习题集》至今仍被中国理工科学生广泛使用。
- 《数学分析习题集》（Сборник задач и упражнений по математическому анализу）。
- 《稳定性的数学理论讲义》
- 《数学分析的任务与练习（高等技术学校用）》/《工科用数学分析习题集》（合著）
- 《高等数学简明教程》（与库得利亚夫采夫合著）
- 《计算数学基础》（与马龙合著）
- 《数学分析课程中的集合论基础》（Б. П. Демидович，Элементы теории множеств в курсе математического анализа）
- 《分析数值方法：函数的逼近，微分与积分方程》（与马龙、舒瓦洛娃合著）
- 《微分方程》（与孟杰诺夫合著）
- 《量子力学的数学基础》（Б. П. Демидович，Математические основы квантовой механики）
- 《大学数学问题集》/《数学分析、应用数学的理论与问题》（合著）